# 291 (číslo)
Dvě stě devadesát jedna je přirozené číslo, které následuje po čísle dvě stě devadesát a předchází číslu dvě stě devadesát dva. Římskými číslicemi se zapisuje CCXCI a řeckými číslicemi σϟα.

## Matematika
291 je:
- Poloprvočíslo
- Šťastné číslo
- Nepříznivé číslo

## Astronomie
- (291) Alice je planetka hlavního pásu, kterou objevil v roce 1890 Johann Palisa

## Doprava
- Silnice II/291 je česká silnice II. třídy vedoucí na trase Frýdlant – Nové Město pod Smrkem – Polsko[1]

## Ostatní
- +291 je mezinárodní telefonní předvolba Eritreje

## Roky
- 291
- 291 př. n. l.